# Teoria de la renovació
La teoria de la renovació és la branca de la teoria de la probabilitat que generalitza el procés de Poisson per a temps de retenció arbitraris. En lloc de temps de retenció distribuïts de manera exponencial, un procés de renovació pot tenir temps de conservació independents i distribuïts de manera idèntica (IID) que tinguin una mitjana finita. Un procés de renovació-recompensa, a més, té una seqüència aleatòria de recompenses incorregudes en cada moment de retenció, que són IID, però no cal que siguin independents dels temps de retenció.
Un procés de renovació té propietats asimptòtiques anàlogues a la llei forta dels grans nombres i al teorema central del límit. La funció de renovació {\displaystyle m(t)} (nombre previst d'arribades) i funció de recompensa {\displaystyle g(t)} (valor de recompensa esperat) són d'importància clau en la teoria de la renovació. La funció de renovació satisfà una equació integral recursiva, l'equació de renovació. L'equació de renovació clau dóna el valor límit de la convolució de {\displaystyle m'(t)} amb una funció no negativa adequada. La superposició dels processos de renovació es pot estudiar com un cas especial dels processos de renovació de Markov.
Les aplicacions inclouen calcular la millor estratègia per substituir la maquinària gastada en una fàbrica i comparar els beneficis a llarg termini de diferents pòlisses d'assegurança. La paradoxa de la inspecció es relaciona amb el fet que l'observació d'un interval de renovació en el temps t dóna un interval amb un valor mitjà més gran que el d'un interval de renovació mitjà.

## Processos de renovació

### Introducció
El procés de renovació és una generalització del procés de Poisson. En essència, el procés de Poisson és un procés de Markov de temps continu sobre els nombres enters positius (generalment comencen a zero) que té temps de retenció distribuïts exponencialment independents a cada nombre enter. {\displaystyle i} abans d'avançar al següent nombre enter, {\displaystyle i+1}. En un procés de renovació, els temps de retenció no han de tenir una distribució exponencial; més aviat, els temps de retenció poden tenir qualsevol distribució sobre els nombres positius, sempre que els temps de retenció siguin independents i distribuïts de manera idèntica (IID) i tinguin una mitjana finita.

### Definició formal

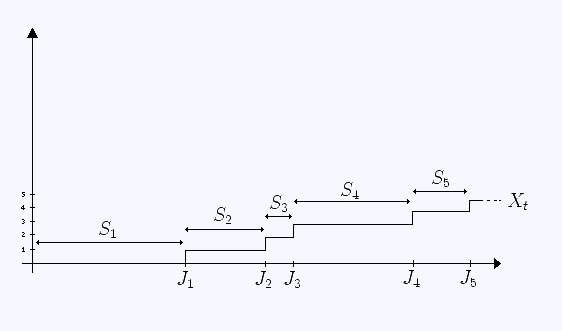
Evolució mostra d'un procés de renovació amb temps de retenció S_{i} i temps de salt J_{n}.

Deixa {\displaystyle (S_{i})_{i\geq 1}} ser una seqüència de variables aleatòries positives independents distribuïdes idènticament amb un valor esperat finit
{\displaystyle 0<\operatorname {E} [S_{i}]<\infty .}
Ens referim a la variable aleatòria {\displaystyle S_{i}} com el " {\displaystyle i}-è temps de retenció".
Definiu per a cada n > 0:
{\displaystyle J_{n}=\sum _{i=1}^{n}S_{i},}
cadascun {\displaystyle J_{n}} s'anomena " {\displaystyle n}-è temps de salt" i els intervals {\displaystyle [J_{n},J_{n+1}]} s'anomenen "intervals de renovació".
Aleshores {\displaystyle (X_{t})_{t\geq 0}} ve donada per una variable aleatòria
{\displaystyle X_{t}=\sum _{n=1}^{\infty }\operatorname {\mathbb {I} } _{\{J_{n}\leq t\}}=\sup \left\{\,n:J_{n}\leq t\,\right\}}
on {\displaystyle \operatorname {\mathbb {I} } _{\{J_{n}\leq t\}}} és la funció indicadora
{\displaystyle \operatorname {\mathbb {I} } _{\{J_{n}\leq t\}}={\begin{cases}1,&{\text{if }}J_{n}\leq t\\0,&{\text{altrament}}\end{cases}}}
{\displaystyle (X_{t})_{t\geq 0}} representa el nombre de salts que s'han produït pel temps t, i s'anomena procés de renovació.

### Interpretació
Si es té en compte els esdeveniments que ocorren en moments aleatoris, es pot optar per pensar en els temps de retenció {\displaystyle \{S_{i}:i\geq 1\}} com el temps aleatori transcorregut entre dos esdeveniments consecutius. Per exemple, si el procés de renovació està modelant el nombre d'avaria de diferents màquines, aleshores el temps de retenció representa el temps entre una màquina que s'avaria abans que una altra.
El procés de Poisson és l'únic procés de renovació amb la propietat de Markov,  ja que la distribució exponencial és la variable aleatòria contínua única amb la propietat de la falta de memòria.

## Exemple d'aplicació
Eric l'empresari té n màquines, cadascuna amb una vida útil distribuïda uniformement entre zero i dos anys. L'Èric pot deixar funcionar cada màquina fins que falla amb un cost de substitució de 2600 €; alternativament pot substituir una màquina en qualsevol moment mentre encara estigui en funcionament per un cost de 200 €.